# Mechanical Human Prototype
Mechanical Human Prototype es el primer álbum del grupo colombiano Koyi K Utho grabado y editado en 2004.
Fue producido por los integrantes de la banda Zetha y Mono, y coproducido por Cartridge.

## Lista de canciones
1. Freakman
2. Earthly Collapse
3. Demential State
4. Primitive Future
5. Primary Slave
6. Reggression
7. Personal Jesus (Martin Gore)
8. Embryo
9. Two Steps Under
10. Polar Perversion
11. Tranquility in madness
12. Synthetic Evil

## Músicos
- Zetha: Batería
- Mono: Guitarra
- E.D.U.: Bajo
- Cartridge: Voz
- Belltronic: Bajo